# Поллия
Поллия (лат. Pollia) — род травянистых растений семейства Коммелиновые (Commelinaceae), распространённый в тропических, субтропических и умеренно тёплых областях Восточного полушария Земли.
Род назван в честь бургомистра Амстердама и директора Голландской Ост-Индской компании Jan Pietersz van der (de) Poll (1726—1781).

## Ботаническое описание
Многолетние травы. Корневища горизонтальные, длинные. Стебли прямостоячие или восходящие, обычно неветвящиеся. Листья очерёдные.
Цветки актиноморфные. Чашелистики свободные, неглубоко ладьевидные, часто увеличиваются и сохраняются при плодах. Лепестки свободные, белые, синие, фиолетовые или зеленовато-жёлтые, иногда пятнистые, овально-эллиптические, яйцевидно-округлые или яйцевидные, иногда со шпорцем.

## Виды
Род включает 21 вид:
- Pollia americana Faden
- Pollia bracteata K.Schum.
- Pollia condensata C.B.Clarke
- Pollia crispata (R.Br.) Benth.
- Pollia gracilis C.B.Clarke
- Pollia hasskarlii R.S.Rao
- Pollia ×horsfieldii C.B.Clarke
- Pollia japonica Thunb. typus
- Pollia macrobracteata D.Y.Hong
- Pollia macrophylla (R.Br.) Benth.
- Pollia mannii C.B.Clarke
- Pollia miranda (H.Lév.) H.Hara
- Pollia papuana Ridl.
- Pollia pentasperma C.B.Clarke
- Pollia sambiranensis H.Perrier
- Pollia secundiflora (Blume) Bakh.f.
- Pollia subumbellata C.B.Clarke
- Pollia sumatrana Hassk.
- Pollia thyrsiflora (Blume) Steud.
- Pollia verticillata Hallier f.
- Pollia ×zollingeri (Hassk.) C.B.Clarke